# 388 Karibda
388 Karibda (mednarodno ime je 388 Charybdis) je asteroid tipa C (po Tholenu in SMASS) v asteroidnem pasu. 

## Odkritje
Asteroid je odkril francoski astronom Auguste Honoré Charlois ( 1864 – 1910) 7. marca 1894 v Nici. Poimenovan je po Karibdi, morski pošasti iz grške mitologije.

## Lastnosti
Asteroid Karibda obkroži Sonce v 5,21 letih. Njegova tirnica ima izsrednost 0,060, nagnjena pa je za 6,459° proti ekliptiki. Njegov premer je 114,17 km .